# Helvijs Lūsis
Helvijs Lūsis (Aizpute, URSS, 14 de enero de 1987) es un deportista letón que compite en bobsleigh. Ganó una medalla de bronce en el Campeonato Europeo de Bobsleigh de 2018, en la prueba cuádruple.

## Palmarés internacional
| Campeonato Europeo | Campeonato Europeo | Campeonato Europeo | Campeonato Europeo |
| Año                | Lugar              | Medalla            | Prueba             |
| ------------------ | ------------------ | ------------------ | ------------------ |
| 2018               | Igls (Austria)     | Medalla de bronce  | Cuádruple          |